# Casalecchio di Reno
Casalecchio di Reno és un municipi italià, situat a la regió d'Emília-Romanya i a la Ciutat metropolitana de Bolonya. Té 34.524 habitants.

## Història
La batalla de Casalecchio, en la que els bolonyesos van ser derrotats va tenir lloc el 26 de juny de 1402. L'exèrcit bolonyès de Giovanni Bentivoglio, comandat per Muzio Attendolo Sforza, esperava els reforços florentins es va oposar al milanès de Joan Galeàs Visconti i els seus aliats, els Malatesta de Rimini i els Gonzaga de Màntua per aturar l'expansió del poder de Visconti. El comandant en cap milanès era Joan Francesc I Gonzaga, i entre els seus capitans es trobava Alberico da Barbiano.